# Траунгау
Траунгау (на немски: Traungau) е исторически регион на долното течение на река Траун между Алпите и Дунав в днешна Горна Австрия.
Траунгау се намира в източната част на баварското племенно херцогство, към което принадлежи до 1180 г.
От около 800 г. Траунгау е част на Баварския Остланд (Marcha orientalis) и е подчинен формално на техния префект. От 821 до смъртта му (след 853) Вилхелм I e граф на Траунгау като наследник на Граман.
Името е известно преди всичко чрез баварския благороднически род Траунгауери, които построяват замък Щирабург и дават името на Щирия. От тази територия произлиза род Абенсперг и Траун. Родовете Велс-Ламбах и Рапотони са живели в Траунгау.